# Мальчик-епископ

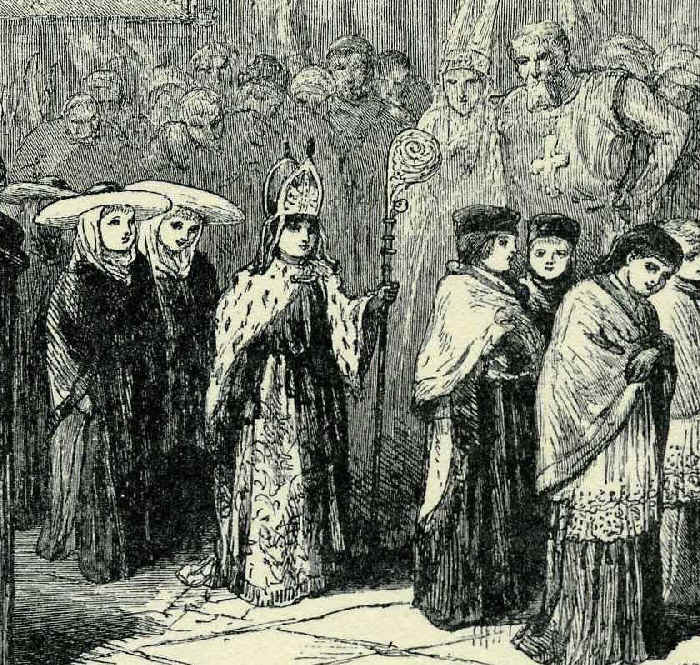
Изображение средневекового мальчика-епископа и «каноников». XIX век

«Мальчиком-епископом» (англ. Boy Bishop) называют мальчика, выбираемого, как правило, из числа хористов кафедрального собора и символически назначаемого епископом на небольшой срок. Обычай выбирать мальчика-епископа был широко распространён в Средние века.

## История

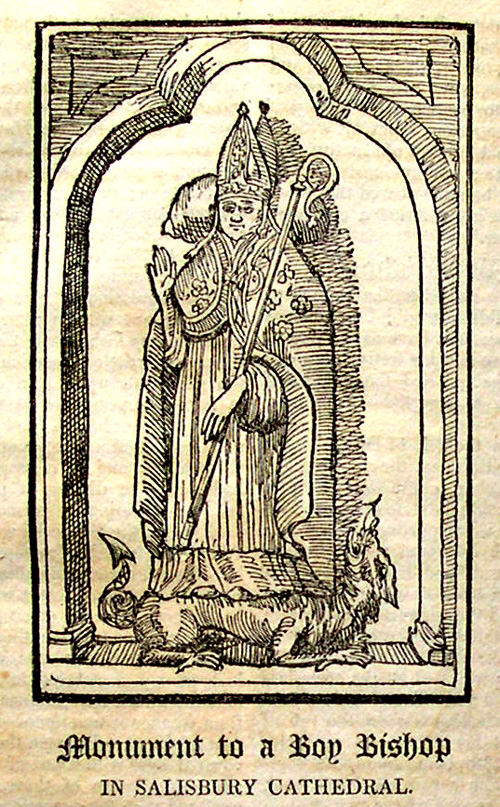
Изображение памятника мальчику-епископу в Солсберийском кафедральном соборе

Мальчик-епископ избирался 6 декабря (в день памяти Святителя Николая Чудотворца, покровителя детей) на срок вплоть до дня Святых Младенцев Вифлеемских (28 декабря). (Возможно, это также связано с тем, что Святитель Николай был хиротонисан в епископы Мир Ликийских будучи юношей.) Настоящий епископ на это время символически «низложен с престола» (лат. «deposuit potentes de sede» — фраза из Магнификата («Величит душа моя Господа»)), а мальчик занимает его место (лат. «et exaltavit humiles», «и вознёс малых»).
После избрания мальчика облачали в епископские литургические одежды (вместе с митрой), вручали ему епископский посох, и он, в сопровождении других мальчиков, одетых как пресвитеры, обходил город, благословляя жителей.
Как правило, избранный мальчик-епископ и его сверстники возглавляли все церемонии и обряды, совершаемые в кафедральном соборе, кроме тех, что включали в себя Таинства.
Первоначально ограничиваясь кафедральными соборами, этот обычай со временем распространился и на многие приходы.
Несмотря на протесты и вмешательства различных церковных властителей, обычай сохранялся вплоть до второй половины XVI века. В Англии его отменил Генрих VIII в 1542 году, но через десять лет возродила королева Мария I и окончательно отменила королева Елизавета I. Среди других стран обычай дольше всего сохранялся в Германии, где назывался «Gregoriusfest». Этот праздник был установлен папой Григорием IV, который в 830 году в честь перенесения мощей папы Григория Двоеслова, считавшегося покровителем детей, устроил детскую процессию.

## Возрождение обычая
Самая известная попытка возродить обычай с полным соблюдением традиций была предпринята в Херефордском кафедральном соборе, где с 1973 по 1982 год избирали мальчика-епископа, проводившего молитвы и читавшего проповеди во время Адвента.
Сегодня также известны многие приходы и кафедральные соборы, в числе которых Вестминстерский собор и Солсберийский, где избрание мальчика-епископа производится в день святого Христофора (25 июля) сроком на один год, во время которого «епископ» читает проповеди и «предстательствует» на некоторых детских мероприятиях. Похожим образом обычай возрождён и в Международном Колледже Шавань — католической школе во Франции. В США обычай соблюдается с 1979 года в рамках ежегодной Средневековой ярмарки, проходящей в Нью-Йорке.
В 2014 году в Церкви Англии для приходской церкви Олдхэма впервые за всю историю была избрана 11-летняя девочка-епископ Ребекка Говард.